# Tecmerium rosmarinella
Tecmerium rosmarinella is een vlinder uit de familie spaandermotten (Blastobasidae). De wetenschappelijke naam is voor het eerst geldig gepubliceerd in 1901 door Walsingham.
De soort komt voor in Europa.